# Kijevska ofenziva (2022)
Kijevska ofenziva je bila del ruske invazije na Ukrajino leta 2022. Vključevala je napade Rusije na rusko-ukrajinski in belorusko-ukrajinski meji, ki so se začeli 24. februarja 2022, za nadzor Kijeva in njegove okolice. Kijev je glavno mesto Ukrajine, v katerem sta sedež ukrajinske vlade in vojaškega poveljstva.
Ruske sile so sprva uspešno zavzele več mest, vendar je ofenziva zastala zaradi logističnih in taktičnih težav. Zaradi hudih izgub in majhnega napredka v ofenzivi je Rusija umaknila svoje sile iz Kijeva. Ukrajinske sile so nato aprila 2022 ponovno prevzele nadzor nad območji v regiji, ki jih je zasedla Rusija.

## Zgodovina

### Ruski pohod na Kijev
Rusija je 24. februarja 2022 zjutraj z artilerijskimi in raketnimi napadi začela napade na Kijevsko oblast, pri čemer je napadla več glavnih ciljev, med drugim mednarodno letališče Borispil, glavno letališče v Kijevu. Rusija je očitno nameravala hitro zavzeti Kijev, pri čemer naj bi v mesto prodrli specialci Spetsnaza ob podpori operacij zračnodesantnih enot in hitrega mehaniziranega napredovanja s severa. Ruske zračnodesantne sile so poskušale zavzeti dve ključni letališči v bližini Kijeva. 26. februarja so izvedle zračni napad na letališče Antonov, ki mu je sledil podoben desant na letališče Vasilkiv v bližini letalske baze Vasilkiv južno od Kijeva. Napadi so bili neuspešni zaradi več dejavnikov, med drugim zaradi neenake morale in učinkovitosti ukrajinskih in ruskih sil, ukrajinske uporabe zapletenega prenosnega orožja, ki so ga zagotovili zahodni zavezniki, slabe ruske logistike in učinkovitosti opreme, neuspešne zračne premoči ruskih zračnih sil in izčrpanosti ruske vojske med obleganjem večjih mest. Ko so ruske sile napredovale proti Kijevu, je Zelenski opozoril, da se mestu približujejo »subverzivne skupine«.
Po poročilih naj bi plačanci skupine Wagner in čečenske sile večkrat poskušali umoriti Volodimirja Zelenskega. Ukrajinska vlada trdi, da so ta prizadevanja preprečili protivojni uradniki ruske zvezne varnostne službe (FSB), ki so ji posredovali podatke o načrtih.
Ruske sile, ki so poskušale zavzeti Kijev, so 24. februarja iz Belorusije proti jugu ob zahodnem bregu reke Dneper poslale poskusno čelo kolone, ki naj bi mesto obkolilo z zahoda, vendar se je do 7. aprila umaknilo, da bi obnovilo zaloge in se premaknilo na jugovzhodno fronto. Podpirali sta jo dve ločeni osi napada iz Rusije vzdolž vzhodnega brega reke Dneper: zahodna pri Černigovu in vzhodna pri Sumiju. Ti so bili verjetno namenjeni obkolitvi Kijeva s severovzhoda in vzhoda. Napadalne sile so dosegle izključitveno območje Černobila ter zavzele jedrsko elektrarno Černobil in mesto duhov Pripjat. Po preboju v Černobilu so se ruske sile zadržale v Ivankivu, severnem predmestju Kijeva. Ameriški obrambni minister Lloyd Austin je razkril, da so nekatere ruske mehanizirane pehotne enote prvi dan ofenzive napredovale do 32 km od Kijeva.
Rusko napredovanje so močno ovirale logistične težave, ki jih je deloma povzročila beloruska opozicija, saj so disidentski železničarji, hekerji in varnostne sile ovirali železniške proge v Belorusiji. To operacijo, znano kot želežniška vojna v Belorusiji, so organizirali predvsem posamezniki in tri večje mreže, znane kot »Bipol«, »Skupnost železniških delavcev« in »kibernetski partizan«.

#### Zavzetje letališča Antonov
24. februarja 2022 ob 8:00 po lokalnem času je 20 do 34 ruskih vojaških helikopterjev (transportni helikopterji Mil Mi-8 v spremstvu jurišnih helikopterjev Ka-52 »Aligator«) poletelo južno od belorusko-ukrajinske meje in se približalo mestu Gostomel. Helikopterska skupina naj bi prevažala okoli 300 pripadnikov VDV, domnevno iz 11. gardne zračne jurišne brigade ali 31. gardne zračne jurišne brigade za napad na bližnje letališče Antonov. Napad je bil poskus zavarovanja mesta kot zračnega mostu za ruske transportne enote in težko opremo (na primer artilerijo in tanke) za invazijo na Kijev. Helikopterska skupina je bila napardena z ukrajinskim strelnim orožjem in MANPADSI. V napadu so bili sestreljeni od enega do treh helikopterjev, njihovi piloti pa so se izstrelili. Kljub napadom je bilo letališče zaradi minimalne obrambe pripadnikov nacionalne garde hitro zavzeto.
Po zavzetju letališča so se ruske enote začele pripravljati na prihod 18 transportnih letal Iljušin Il-76 z okrepitvami za napad. Vendar so letališče napadle lokalne milice in vojaki 3. polka za posebne namene ter tako ovirale ruska prizadevanja. Ukrajinska 4. brigada za hitro posredovanje je v odločilnem protinapadu preprečila pristanek transportnega letala na letališču, ga prisilila, da se vrne v Rusijo, in preprečila nadaljnje okrepitve. Ukrajinskim enotam je ob zračni podpori ukrajinskih zračnih sil uspelo odbiti zračni napad. Ruske sile so se poskušale izkrcati tudi ob Kijevskem jezeru.
Dan po prvem napadu se je začel ponoven zračni napad. Ko so ruske mehanizirane enote dosegle preboj pri bližnjem Ivankivu, so po skupnem napadu s kopnega lahko napredovale in zavzele letališče. Kljub uspehu je bilo letališče ocenjeno kot neuporabno, kar je končalo možnosti za hitro ukrajinsko kapitulacijo z zavzetjem Kijeva. Med spopadom na letališču Antonov je bilo v hangarju za shranjevanje uničeno edino obstoječe letalo Antonov An-225 Mrija (največje operativno letalo na svetu). Ruska vlada je trdila, da je v napadu umrlo skoraj 200 Ukrajincev, sama pa ni priznala nobenih žrtev.
- Ruske zračnodesantne sile pri letališču Antonov
- Ruske zračnodesantne sile med poskusom zavzetja letališča
- Ostanki letala Antonov An-225 po njegovem uničenju na letališču Antonov

#### Padec Ivankiva in Dimerja
Po zmagi v Černobilu so se ruske napadalne sile približale mestu Ivankiv, 68 km južno od jedrske elektrarne v Černobilu. Da bi ustavili konvoj, so ukrajinski vojaki porušili most čez reko Teteriv in tako zaustavili napredovanje ruske kolone. Ukrajinske zračnodesantne enote so se nato spopadle z ruskimi enotami v Ivankivu in sosednjem Dimerju. Nekaterim ruskim enotam je uspelo prodreti v ukrajinsko obrambo pri Ivankivu in okrepiti druge enote na letališču Antonov, kar je privedlo do njegovega zavzetja. Med spopadi so mesto obstreljevali, pri čemer je prišlo do civilnih žrtev. Naslednji dan je bilo na satelitskih posnetkih videti, da se proti mestu usmerja velik ruski konvoj.
27. februarja je bil uničen Ivankivski zgodovinski in krajevnozgodovinski muzej, kar je povzročilo veliko izgubo v njegovi zbirki. Zlasti je bilo uničenih več kot 20 umetniških del Marije Primačenko. Boji pri Ivankivu so se nadaljevali, dokler ga 2. marca niso zavzele ruske sile.

#### Napad na Gostomel
Potem ko so 25. februarja dosegli preboj pri Ivankivu, so enote 41. kombinirane armade, 31. gardne zračne jurišne brigade in čečenskega 141. motoriziranega polka istega dne napredovale do bližnjega mesta Gostomel. Gostomel so branili pripadniki 79. zračne jurišne brigade, 3. polka Specnaza in 3. polka za posebne namene ter civilne milice. Pripadniki 141. čečenskega polka so se približali mestu in se začeli pripravljati na umor ukrajinskega predsednika Volodimirja Zelenskega.
Ko so ukrajinska brezpilotna letala odkrila ruske položaje v bližini Gostomela, so se ukrajinske sile pregrupirale in izvedle protiofenzivo ter uničile oklepno kolono. Po protinapadu je bil Gostomel podvržen letalskim napadom in obstreljevanju, zaradi česar so bili prebivalci prikrajšani za osnovne komunalne storitve. Ruske sile so se še naprej v uličnih bojih spopadale z ukrajinskimi vojaki in bile 3. marca sčasoma pregnane iz okolice mesta. 4. marca so ponovno napadle Gostomel, se še isti dan umaknile, nato pa 5. marca izvedle nov napad in mesto ponovno zavzele.
Obe strani sta med bitko utrpeli velike izgube: ruske sile so v dveh dneh izgubile več kot 21 lahkih pehotnih bojnih vozil (IFV), ukrajinska obveščevalna služba je trdila, da je ruska 31. gardna enota utrpela več kot 50 smrti. V boju je bilo ubitih tudi več poveljnikov: generalmajor Magomed Tušajev (poveljnik čečenskega 141. polka) je bil ubit 26. marca (trditev je sporna), generalmajor Andrej Suhovecki (namestnik poveljnika ruske 41. armade) pa je bil ubit s strani ukrajinskega ostrostrelca 3. marca.
Major Valerij Čibinejev (poveljnik ostrostrelcev ukrajinske 79. brigade) je bil 4. aprila ubit v bližini letališča Antonov. Po zasedbi Gostomela so ukrajinski uradniki obtožili ruske enote, da so preprečile evakuacijo lokalnih civilistov. Ruski vojaki naj bi prebivalcem širili napačne informacije o vojnem stanju. 7. marca so ruski vojaki ubili Jurija Prilipko, župana Gostomela.

#### Ukrajinska zmaga pri Vasilkovu
26. februarja so ruski padalci začeli napad na Vasilkov, 40 km južno od Kijeva, da bi zavzeli bližnje vojaško letalsko oporišče. Ukrajinski lovci so sestrelili dve ruski transportni letali Iljušin Il-76, ki sta skušali izkrcati padalce za napad. Ameriški uradniki so 26. aprila izjavili, da so pri sestrelitvi letala Il-76 pomagali ameriški obveščevalni podatki, ki so bili v realnem času posredovani ukrajinskim silam. Kljub silovitemu protiletalskemu odporu je velika skupina ruskih padalskih enot uspela pristati v bližini Vasilkiva. Enote so nato napredovale do mesta in se spopadle z ukrajinsko 40. brigado taktičnega letalstva, vendar so bile kasneje odbite. Zmago je pozneje razglasila županja mesta Natalija Balasinovič, ki je trdila, da je bilo v boju ranjenih več kot 200 Ukrajincev. Po koncu bitke so ukrajinske sile patruljirale po mestu in iskale ruske izvidnike.

#### Bitka za Kijev
25. februarja so ruska bojna letala začela bombardirati središče Kijeva. Nato je bil sestreljen ukrajinski Su-27. Ruski saboterji, preoblečeni v ukrajinske vojake, so poskušali prodreti v Obolon, predmestje severno od središča Kijeva, le 10 kilometrov od stavbe Vrhovna Rada (sedež ukrajinskega parlamenta), vendar so jih ukrajinski vojaki vse zajeli ali ubili. Za obrambo Kijeva so bile nato aktivirane vojaške rezerve. V več predelih mesta je bilo slišati streljanje, ki so ga ukrajinski uradniki opisali kot spopade med ukrajinsko in rusko vojsko. Zelenski je prebivalce pozval, naj se z Molotovimi koktajli vključijo v urbano gverilsko vojno proti ruskim silam. Orožje je bilo razdeljeno civilnim milicam. Naslednje jutro je ukrajinska vlada v mestu uvedla policijsko uro. Ukrajinske sile trdijo, da so v enem dnevu ubile približno 60 ruskih saboterjev.
Hkrati z neuspelim napadom na Vasilkiv so ruske enote 26. februarja začele bombardirati Kijev z artilerijo in organizirale napade za zavzetje Kijevske hidroelektrarne, ki so imeli nasprotujoče si rezultate. Ukrajinske sile so se pregrupirale in naslednji dan izvedle protinapad na elektrarno ter ruske sile pregnale z območja. Ločen napad na vojaško oporišče v mestu se je končal neuspešno. Ruske sile naj bi bile od središča Kijeva oddaljene 31 km.
27. februarja so ruska letala napadla Vasilkiv in Kijev, med drugim tudi odlagališče radioaktivnih odpadkov v bližini Kijeva, vendar je bilo odlagališče nepoškodovano. Druga ruska jurišna skupina se je Kijevu začela bližati s severovzhoda, potem ko je obšla mesto Černigov. Kijevski župan Vitalij Kličko je za agencijo Associated Press povedal, da je Kijev »popolnoma obkoljen«. Vendar je svoje pripombe kmalu umaknil. 28. februarja so poročali o raketnih napadih na Brovarij, vendar Kijev ni bil neposredno napaden. Ukrajinske sile so trdile, da so uničile rusko kolono v Makarivu. Ruski napadi so se nadaljevali v začetku marca. Kijevski televizijski stolp je bil napaden 1. marca. Kasneje so poročali o napadih na Rusanivko, Kurenivko, Bojarko, Višneve, Vorzel in Marhalivko, medtem ko je bila Borodjanka obsežno bombardirana, pri čemer je bilo ubitih več sto ljudi. Ukrajinske letalske sile so trdile, da so 2. marca nad Kijevom sestrelile dva ruska Su-35. Makariv je bil ponovno zavzet 3. marca. Po ukrajinskih poročilih iz Kijeva naj bi ruska vojska s tanki iz Belorusije začela obkrožati mesto in skušala uvesti blokado.
Estonska obveščevalna služba je ocenila, da bo ruski konvoj v Kijev prispel v najmanj dveh dneh. 4. marca naj bi oklepna ruska kolona iz Sumijske oblasti prispela v bližino Brovarija. Do 8. marca so se spopadi nadaljevali po vsej Kijevski oblasti. Ruske sile so napredovale po avtocesti med Žitomirjem in Kijevom ter ogrozile Fastiv. Ruski tanki so se 9. marca približali Kijevu na nekaj kilometrov, vendar so jih ukrajinske sile ponoči napadle.
Ukrajinske sile so 10. marca trdile, da sta oddelek za posebne operacije Azov in 72. mehanizirana brigada v Brovariju zasačila 6. in 239. tankovski polk 90. gardne tankovske divizije ter jima povzročila hude izgube, med drugim sta ubila poveljnika 6. tankovskega polka, polkovnika Andreja Zaharo, in ju prisilila v umik.

#### Boji v Buči in Irpinu
Boji so se bližali Buči 27. februarja, ko so se mestu približale 36. kombinirana armada in ruske posebne policijske enote. Ruska artilerija je istočasno začela obstreljevati mesto, pri čemer je bilo ranjenih več civilistov, ranjen pa naj bi bil tudi župan Buče Anatolij Fedoruk. Z razvojem spopadov so ruski preboji enotam omogočili napredovanje do Irpina. Ukrajinske sile so z artilerijo obstreljevale ruske konvoje, da bi ustavile napredovanje, in uničile most, ki povezuje Bučo in Irpin. Po besedah župana Irpina Oleksandra Markušina so bile ruske sile ujete in uničene. Ukrajinske sile so 28. februarja napadle in uničile oklepno kolono.
2. marca so Irpin zadele rakete. Ruske sile so 6. marca napadle ukrajinsko kontrolno točko v Jasnogorodki. Markušin je zavrnil zahtevo ruskih sil, naj mesto preda.

### Mrtva točka (11.–15. marec)
V začetku marca je bilo rusko napredovanje vzdolž zahodne strani reke Dneper omejeno, saj so ga ukrajinske obrambne sile zavrle. Do 5. marca je velik ruski konvoj, ki naj bi bil dolg 64 km, le malo napredoval proti Kijevu. Londonski analitični center Royal United Services Institute (RUSI) je ocenil, da je rusko napredovanje s severa in vzhoda »zastalo«. Napredovanje vzdolž osi Černigova se je v veliki meri ustavilo, saj se je tam začelo obleganje. Do 11. marca so poročali, da se je dolga kolona večinoma razpršila in zasedla položaje med drevesi. Identificirani so bili tudi raketometi.
Ruske sile so nadaljevale napredovanje proti Kijevu s severozahoda in do 5. marca zavzele Bučo, Gostomel in Vorzel, čeprav je bil Irpin do 9. marca še vedno sporen.
Do 11. marca so se nekateri elementi ruskega kijevskega konvoja odcepili in se razporedili na bojne položaje. Medtem ko je večji del konvoja ostal na cesti, so nekateri deli, vključno z artilerijo, zapustili glavno kolono in zasedli položaje v bližini Gostomela. Nekateri deli konvoja so zasedli položaje v Lubjanki in bližnjih gozdovih. V oceni ofenzive, ki jo je na ta dan pripravil Inštitut za preučevanje vojne, je navedeno, da so se ruske kopenske sile, ki so skušale obkoliti Kijev, ustavile, da bi obnovile zaloge in bojne enote, saj so bile v napadih od 8. do 10. marca neuspešne.
Varnostna služba Ukrajine je 12. marca sporočila, da je bilo ubitih sedem civilistov, potem ko so ruske sile streljale na evakuacijsko kolono v vasi Peremoga v Brovarijskem rajonu in jo prisilile, da se je vrnila.
Nočni raketni napadi so uničili letalsko oporišče Vasilkiv in njegovo pristajalno stezo. Poleg tega so zažgali tudi skladišče streliva in skladišče nafte v mestu ter skladišče nafte v vasi Kriačij. Obstreljevanje v vasi Kvitneve je ob 03:40 zažgalo skladišče zamrznjenega blaga. Tiskovni predstavnik ruskega obrambnega ministrstva Igor Konašenkov je izjavil, da so bile za uničenje vojaškega letališča v Vasilkivu in »glavnega centra radijske in elektronske obveščevalne službe ukrajinskih sil« v Brovariju uporabljene visoko natančne rakete dolgega dosega.
13. marca je britansko obrambno ministrstvo sporočilo, da so ruske sile 25 km oddaljene od središča Kijeva.
Tega dne je bil na kontrolni točki v Irpinu ubit ameriški novinar Brent Renaud, še dva novinarja pa sta bila ranjena, ko naj bi ruske sile streljale na avtomobil, v katerem so bili tuji novinarji. Ukrajinske sile so preprečile poskus nadaljnjega napredovanja ruskih sil proti Kijevu z razstrelitvijo pontonskega mostu na reki Irpin v bližini Gostomela in 5 km severno od glavnega mostu na reki. Napredovanje ruskih sil čez Irpin so ovirale tudi poplave, ki jih je povzročil njihov napad na jez Kozaroviči, ki uravnava pretok iz Kijevskega rezervoarja.
14. marca je bil v vasi Gorenka ranjen novinar Fox News Benjamin Hall, ki je poročal o spopadu v bližini Kijeva. V istem napadu sta bila ubita snemalec Pierre Zakrzewski in Oleksandra Kuvšinova, ukrajinska producentka in snemalka. Anton Heraščenko, svetovalec ukrajinskega ministra za notranje zadeve, je izjavil, da je do smrti prišlo zaradi ruskega topovskega obstreljevanja. Ruske sile so do 14. marca zavzele Bučo in polovico Irpina.
15. marca je bil ustanovljen nov vojaški štab, odgovoren za obrambo Kijeva. Zelenski je imenoval vršilca dolžnosti poveljnika združenih sil Oleksandra Pavljuka za vodjo »regionalne vojaške uprave v Kijevu« in Eduarda Koskalova za novega poveljnika združenih sil. Ukrajinska nacionalna policija je sporočila, da je bil v Gostomelu ubit en civilist, dva pa sta bila ranjena, ko so ruski vojaki streljali na evakuacijske avtobuse. V Buči so ruski vojaki zajeli prostovoljce in uslužbence mestnega sveta, vendar so jih naslednji dan izpustili.

### Ukrajinska protiofenziva (16. marec – 2. april)
Ukrajinska vlada je 16. marca sporočila, da so njene sile začele protiofenzivo, da bi odbile ruske sile, ki se približujejo Kijevu. Boji so potekali v Buči, Gostomelu in Irpinu. Ruske sile so severozahodno od Kijeva izvedle le omejene napade.
Ukrajinsko obrambno ministrstvo je 17. marca sporočilo, da ruske sile »v zadnjih 24–48 urah niso bistveno napredovale v okolici Kijeva« in so se zatekle k »kaotičnemu« obstreljevanju. V poročilu britanske vojaške obveščevalne službe je navedeno, da so ruske sile utrpele »hude izgube«, medtem ko so dosegle »minimalen napredek«.
Ukrajina je 18. marca blokirala dve glavni ruski poti za napad na prestolnico, saj je Rusija opustila »ofenzivne akcije« v okolici Brovarija in Borispila. Ukrajina si je prizadevala okrepiti tretjo obrambno linijo okoli prestolnice, medtem ko so ruske sile »cinično streljale« na infrastrukturne objekte.
Do 19. marca je Rusija poskušala utrditi nadzor nad zasedenim območjem, hkrati pa si je še bolj prizadevala za oskrbo in okrepitev statičnih položajev enot. Na posnetkih Maxarja je bilo videti, kako ruske sile kopljejo jarke in nasipe v Kijevski oblasti.
20. marca so ruske rakete zadele več območij v prestolnici, vključno z mestom, ki ga je Rusija opisala kot »center za usposabljanje ukrajinskih posebnih sil«.
21. marca je Ukrajina zaustavila ruski napad na Brovarij, Rusija pa je trdila, da je zajela ukrajinski poveljniški bunker v Mikolajevki. Vendar naj bi ruske sile še vedno imele težave z organizacijo zadostne logistične podpore, potrebne za večje operacije severozahodno od Kijeva.
Ker ruske sile niso mogle doseči hitre zmage v Kijevu, so zamenjale strategijo in začele uporabljati vsesplošno bombardiranje in obleganje.
Med 22. in 24. marcem je Ukrajina ponovno zavzela strateško pomembno mesto Makariv (22. marca), vas Mosčun (23. marca) in majhno naselje Lukjanovka (24. marca). Pri Lukjanovki naj bi bili uničeni trije ruski tanki in devet bojnih pehotnih vozil, zajetih pa naj bi bilo tudi nekaj oklepnikov, medtem ko naj bi ukrajinske enote delale na obkolitvi ruskih enot v bližnjih vaseh. Irpin naj bi bil v 80 % pod nadzorom ukrajinskih sil, medtem ko je Rusija na mesto izvajala raketne napade.
24. marca je Mednarodna agencija za atomsko energijo (MAAE) trdila, da je rusko obstreljevanje Slavutiča onemogočilo kroženje osebja v jedrsko elektrarno v Černobilu in iz nje.
25. marca je ukrajinska protiofenziva v Kijevu ponovno zavzela več mest vzhodno in zahodno od Kijeva, vključno z Makarivom. Konec marca so se ruske enote na območju Buče pod napadom ukrajinske vojske začele umikati proti severu. Ukrajinske sile so v mesto vstopile 1. aprila. Obveščevalna ocena britanskega obrambnega ministrstva je poročala, da so ruske sile zaradi dotrajanih oskrbovalnih linij nazadovale, Ukrajina pa je ponovno zavzela mesta in obrambne položaje do 35 kilometrov vzhodno od Kijeva. V oceni je bilo ugotovljeno, da bodo ukrajinske sile verjetno »še naprej poskušale potisniti ruske sile nazaj vzdolž severozahodne osi od Kijeva proti letališču Gostomel«.
26. marca naj bi na os Kijev-Černigov poslali dodatne ruske sile iz Vzhodnega vojaškega okrožja (EMD). ISW je ocenil, da je Ukrajina ustvarila »ruski položaj« pri Gostomelu, ki je »izpostavljen iz več smeri in je očitno pod stalnim pritiskom«.
Tistega dne so se pojavila poročila, da so se ruski vojaki začeli upirati svojim voditeljem. Polkovnik Jurij Medvedev se je boril v Makarivu, ko naj bi vojak iz 37. gardne motoristične strelske brigade namerno trčil v polkovnika, mu zlomil obe nogi in ga domnevno ubil. Dan Sabbagh je v časniku The Guardian zapisal, da je do napada sicer najverjetneje prišlo, vendar je malo dokazov, ki bi potrjevali, da je Medvedev res umrl.
27. marca naj bi ruska 35. kombinirana armada pod krinko zračnih napadov in obstreljevanja v Belorusijo premestila poškodovane enote, Rusija pa naj bi vzpostavila poveljniško mesto za vse sile EMD, ki delujejo okoli Kijeva na območju Černobila. ISW je ocenil, da poveljnik EMD generalpolkovnik Aleksandr Čajko »morda osebno poveljuje prizadevanjem za pregrupiranje ruskih sil v Belorusiji in nadaljevanje operacij za obkolitev Kijeva z zahoda«.
28. marca naj bi Ukrajina ponovno zavzela Irpin, kar je bilo potrjeno 30. marca.
29. marca je namestnik ruskega obrambnega ministrstva Aleksander Fomin napovedal umik ruskih sil z območja Kijeva in Černigova.
Med 30. in 31. marcem so ruske sile obstreljevale vzhodna in severna predmestja Kijeva, kjer so ukrajinske sile v zadnjih dneh ponovno pridobile ozemlje, ter Irpin in Makariv. Hkrati so poročali o spopadih v okolici Gostomela med ukrajinskimi protinapadi in nekaj ruskimi umiki v okolici Brovarija. Po navedbah britanskega obrambnega ministrstva so »ruske sile kljub umiku omejenega števila enot še naprej zadržujejo položaje vzhodno in zahodno od Kijeva« in napovedale hude ulične boje.
S kasnejšimi artilerijskimi udarci naj bi zakrivili začetek ruskega umika iz Kijevske oblasti. Ruske sile so med umikanjem ponekod minirale območja. Ukrajinske sile so se na umik odzvale z nadaljevanjem protiofenzive, zato je bil ruski umik na nekaterih območjih neurejen, nekatere ruske enote pa so ostale zadaj.
Ukrajina je 1. aprila ponovno zavzela 13 vasi v Kijevski oblasti, medtem ko so ruske sile »skoraj zapustile« celotno okrožje Brovarija. Ukrajinske sile so nato začele izvajati operacije »čiščenja«, ki so vključevale odstranjevanje barikad, streliva in domnevnih nastavljenih pasti. Zelenski je opozoril na »potencialno katastrofalne razmere za civiliste« zaradi min, ki so jih ruske sile pustile okoli »domov, zapuščene opreme in celo trupel ubitih«. Tega dne so v bližini vasi Guta Mežigirska našli mrtvega ukrajinskega novinarja Maksa Levina, ki so ga pogrešali več kot dva tedna. Ukrajinsko tožilstvo je trdilo, da je bil novinar ubit z »dvema streloma« ruske vojske.
2. aprila so ukrajinske sile ponovno prevzele nadzor nad celotno Kijevsko oblastjo, vključno z Irpinom, Bučo in Gostomelom. 3. aprila je bila objavljena vizualna potrditev, da so ukrajinske sile ponovno zavzele okrožje Pripjat in mejno območje z Belorusijo. Ukrajina je sporočila, da je odkrila dokaze o vojnih zločinih v Buči.

## Posledice
Generalni sekretar Nata Jens Stoltenberg je 6. aprila dejal, da je treba ruski »umik, oskrbo in premestitev« enot z območja Kijeva razumeti kot širitev Putinovih načrtov za vojaške ukrepe proti Ukrajini, saj bo v naslednjih dveh tednih svoje sile premestil in osredotočil na vzhodno Ukrajino in Mariupol, kar je predhodnik nadaljnje širitve Putinovih ukrepov proti preostali Ukrajini.
Ko se je začela druga faza invazije, Kijev na splošno ni bil napaden, razen posameznih raketnih napadov, od katerih se je eden zgodil med obiskom generalnega sekretarja ZN Antónia Guterresa, ki se je 28. aprila sestal z Zelenskim, da bi razpravljal o usodi preživelih v obleganem Mariupolu.

### Pokol v Buči
Ko je Ukrajina v celoti zavzela Kijevsko oblast, je njena vojska začela odstranjevati izolirane ruske vojake, ki so ostali med umikom. Inštitut za preučevanje vojne je ocenil, da te preostale skupine niso nudile organiziranega odpora. Inštitut za preučevanje vojne je tudi dejal, da bodo nekatere ruske enote, ki so bile umaknjene v Belorusijo in zahodno Rusijo, »še dolgo časa ostale bojno neučinkovite«.
Ukrajinske oblasti so sporočile, da je bilo v Buči brezobzirno usmrčenih več kot 300 civilnih prebivalcev. Trupla so odkrili, ko so se Rusi umaknili. Do 4. aprila so v mestih blizu Kijeva našli trupla 410 civilistov.